# Christian Rock Hard
«Christian Rock Hard» (en España «Rock Cristiano», y en Hispanoamérica «Rock Cristiano Duro») es el noveno episodio de la séptima temporada de la serie animada estadounidense South Park. Fue estrenado en Comedy Central en Estados Unidos el 23 de octubre de 2003. En el episodio, los niños comienzan una banda de rock, pero preocupados por el hecho de que las personas potencialmente descargan música de Internet ilegalmente, se niegan a tocar. Mientras tanto, Cartman empieza su propia banda de rock cristiano. El episodio satiriza a artistas famosos que se han pronunciado en contra de infracción de derechos de autor, tales como Metallica. El rock cristiano también se parodia como idéntica a las canciones de amor, a excepción de que se usa «Jesús» o «Cristo» en sus letras.

## Argumento

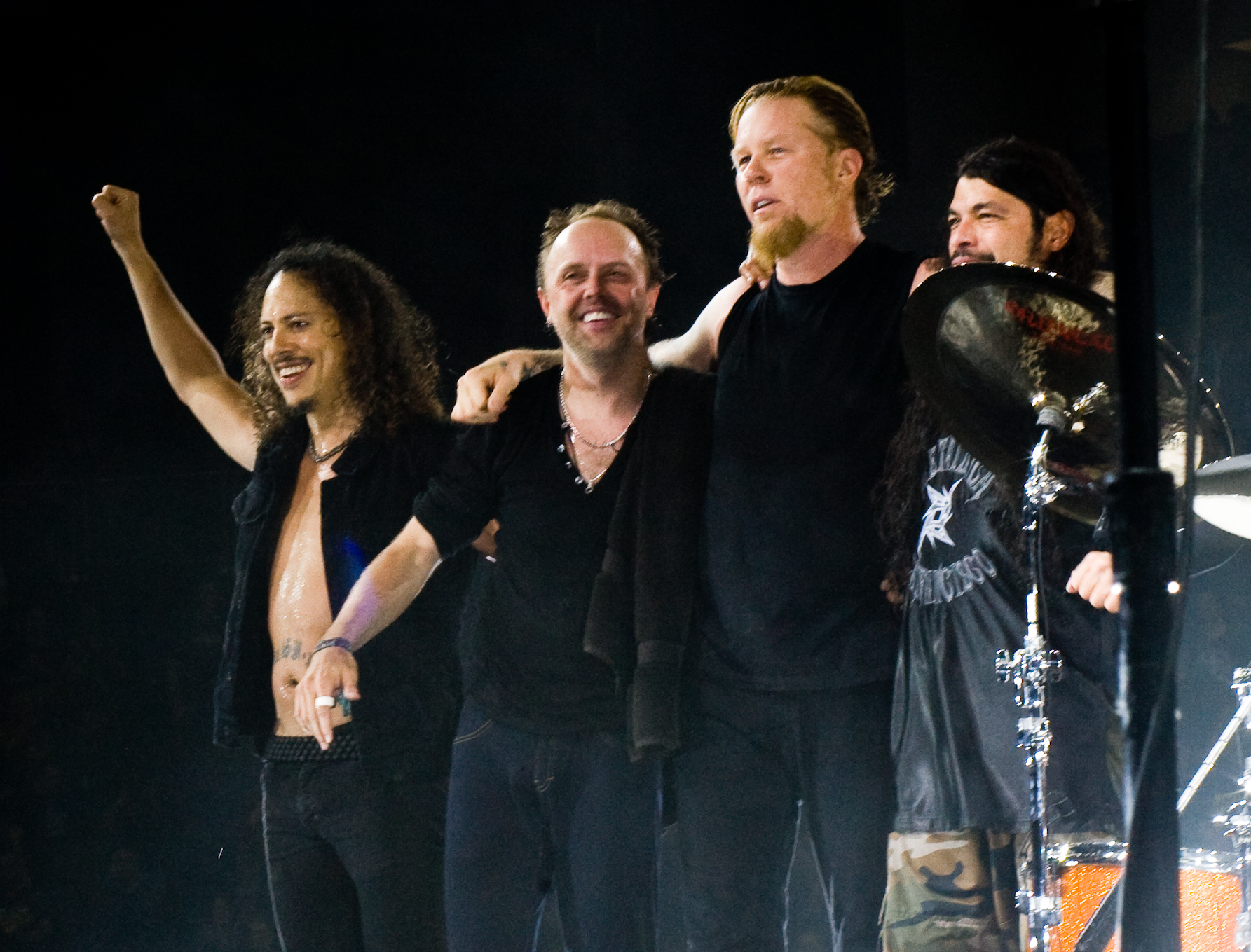
Los integrantes de Metallica de izquierda a derecha: Kirk Hammett, Lars Ulrich, James Hetfield y Robert Trujillo; unos de los muchos famosos parodiados en el episodio mostrándose en contra de la piratería.

Stan, Kyle, Kenny y Cartman han formado una banda llamada Moop, pero no están de acuerdo sobre qué subgénero de rock debían tocar. El desacuerdo se vuelve tan caliente que Cartman apuesta a que va a tener un disco de platino haciendo rock cristiano antes que la banda de Kyle y deja la banda. Buscando inspiración, los restantes miembros de Moop descargan ilegalmente un poco de música de la Internet y son descubiertos por el FBI. Un agente (que luego sería conocido como el inepto sargento Yates) les habla a Moop de las graves consecuencias de las descargas ilegales, es decir, obligando a músicos como Lars Ulrich (baterista de la banda de thrash metal Metallica) y Britney Spears a perder tanto los ingresos de la piratería musical que debe ya sea rebajar sus compras muy lujosos a muy-poco menos lujosas o guardar hasta que puedan pagar  en su totalidad de lo que quieren. Como resultado, Moop decide ir a la huelga hasta que los fanes dejen de descargar ilegalmente y están unidos por un gran número de músicos de rock y pop, como Britney Spears, Ozzy Osbourne, Missy Elliott, Master P, Blink-182, Metallica, Alanis Morissette, Meat Loaf, Rancid y la banda de Skyler (Señores del Inframundo) de la tercera temporada episodio "Cat Orgy", y el episodio de la cuarta temporada "Timmy 2000".
Mientras tanto, Cartman insta a Butters y a Token para formar su nueva banda. Al darse cuenta de que el rock cristiano es un éxito de ventas perenne, Cartman decide que su banda, que se ha bautizado como Faith + 1, se unirá a la raqueta de la música cristiana. Cartman construye el repertorio de la banda, simplemente tomando vagas baladas del pop de amor y cambiar las referencias como "bebé" a "Jesús". Aunque eficaz, la banda tiene algún éxito cuando una de las canciones involucra letras más apasionados y sexuales que involucran a Cristo. Cartman se las arregla para manipular su salida y la banda comienza a constituir un gran número de seguidores.
En poco tiempo, Faith + 1 celebra la venta de su álbum que ha logrado un millón de copias. En ese momento, Stan, Kyle y Kenny deciden que la satisfacción de tener los fanes debe ser más importante para los músicos que la lucha contra los fanes ya que éstos los hacen populares y que su fidelidad se ve cuando van a ver a sus conciertos. Deciden que una gira todavía trae en ingresos y Moop suspenden la huelga. Sin embargo, los otros músicos no siguen su ejemplo, ya que, de acuerdo con Britney Spears, "esto es solo por el dinero".
Cartman ha gastado todo el dinero obtenido de su álbum en una lujosa entrega de premios extravagantes para celebrar el éxito de Faith + 1 y específicamente insulta a Kyle por haber perdido la apuesta de Cartman. Sin embargo, el júbilo de Cartman es de efímero. Como resultado, las compañías discográficas cristianas sólo pueden tener discos de mirra (en la vida real, los artistas cristianos de hecho, puede obtener discos de oro/platino como cualquier otro género de la música), así también Faith + 1, como artistas cristianos, no tienen el disco de platino, lo que significa que Kyle técnicamente no perdió la apuesta. Cartman, enfurecido por este giro de los acontecimientos, destruye el premio del álbum de mirra y da rienda suelta a un torrente de obscenidades blasfemas (entre ellas "me cago en Dios") que hace que los aficionados a huyan horrorizados como todo lo que él le importaba era ganar la apuesta con Kyle.
Cuando Token se enfrenta Cartman para pasar cada centavo de su toma, ahuyentando a sus fanes y poniendo fin a la carrera de la banda, Cartman sigue despotricando y lo insulta con comentarios racistas. En respuesta, Token golpea a Cartman en el escenario antes de alejarse. La sensación de que Cartman obtuvo lo que merecía, Stan, Kenny y Kyle toman sus vacaciones también. Como Cartman se encuentra en la etapa de dolor, Butters se acerca a él con mansedumbre. En una sorprendente demostración de audacia, Butters se tira pedos en la cara de Cartman, le da el dedo, y murmura "Vete a la mierda, Eric", antes de marcharse, dejando a Cartman en su dolor.